# Satchelliella inflata
Satchelliella inflata är en tvåvingeart som först beskrevs av Sara 1953.  Satchelliella inflata ingår i släktet Satchelliella och familjen fjärilsmyggor. Inga underarter finns listade i Catalogue of Life.